# Дуброво (Вепревский сельсовет)
Дуброво — деревня в Вологодском районе Вологодской области на реке Манега.
Входит в состав Кубенского сельского поселения (с 1 января 2006 года по 8 апреля 2009 года входила в Вепревское сельское поселение), с точки зрения административно-территориального деления — в Вепревский сельсовет.
Расстояние до районного центра Вологды по автодороге — 61 км, до центра муниципального образования Кубенского по прямой — 23 км. Ближайшие населённые пункты — Косяково, Одолеиха, Малоновленское, Исаково, Нижнее, Марьино.
По переписи 2002 года население — 6 человек.